# Notanthura liouvillei
Notanthura liouvillei là một loài chân đều trong họ Anthuridae. Loài này được Monod miêu tả khoa học năm 1925.